# 第3攻撃航空群
第3攻撃航空群（スペイン語: Grupo 3 de Ataque、G3a）は、アルゼンチン空軍の航空部隊。

## 部隊史

### 設立
アルゼンチン空軍は、1981年に第1攻撃飛行隊（Escuadrón 1 de Ataque）を解散させ、かわって第3攻撃航空群を創設した。航空群は、29機のIA-58A プカラ軽攻撃機を擁する2個作戦飛行隊と、支援飛行隊で構成されていた。

### フォークランド紛争
フォークランド紛争（マルビナス戦争）では、第3攻撃航空群は現地のマルビナス航空基地およびコンドル航空基地と、本土のサンタクルス航空基地に、それぞれIA-58を運用する飛行隊を創設した。
この紛争では、以下の3名の飛行士が戦死した。
- 空軍上級中尉（死後）ダニエル・ユキッチ（スペイン語版） [2]
- 空軍中尉（死後）マリオ・ルイス・バルコ [3]
- 空軍上級中尉（死後）ミゲル・アンヘル・ヒメネス（スペイン語版） [4]

### 1982年 - 現在
2019年、IA-58はアルゼンチン空軍を退役した。後継としては、空軍飛行学校からエンブラエル社製のEMB-312 ツカノが移管された。これは、2019年にT-6 テキサンIIが飛行学校に導入されたことで玉突き異動となったものである。2021年に12機前後のEMB-312が近代化改修と武装を施される予定であった。

## 装備

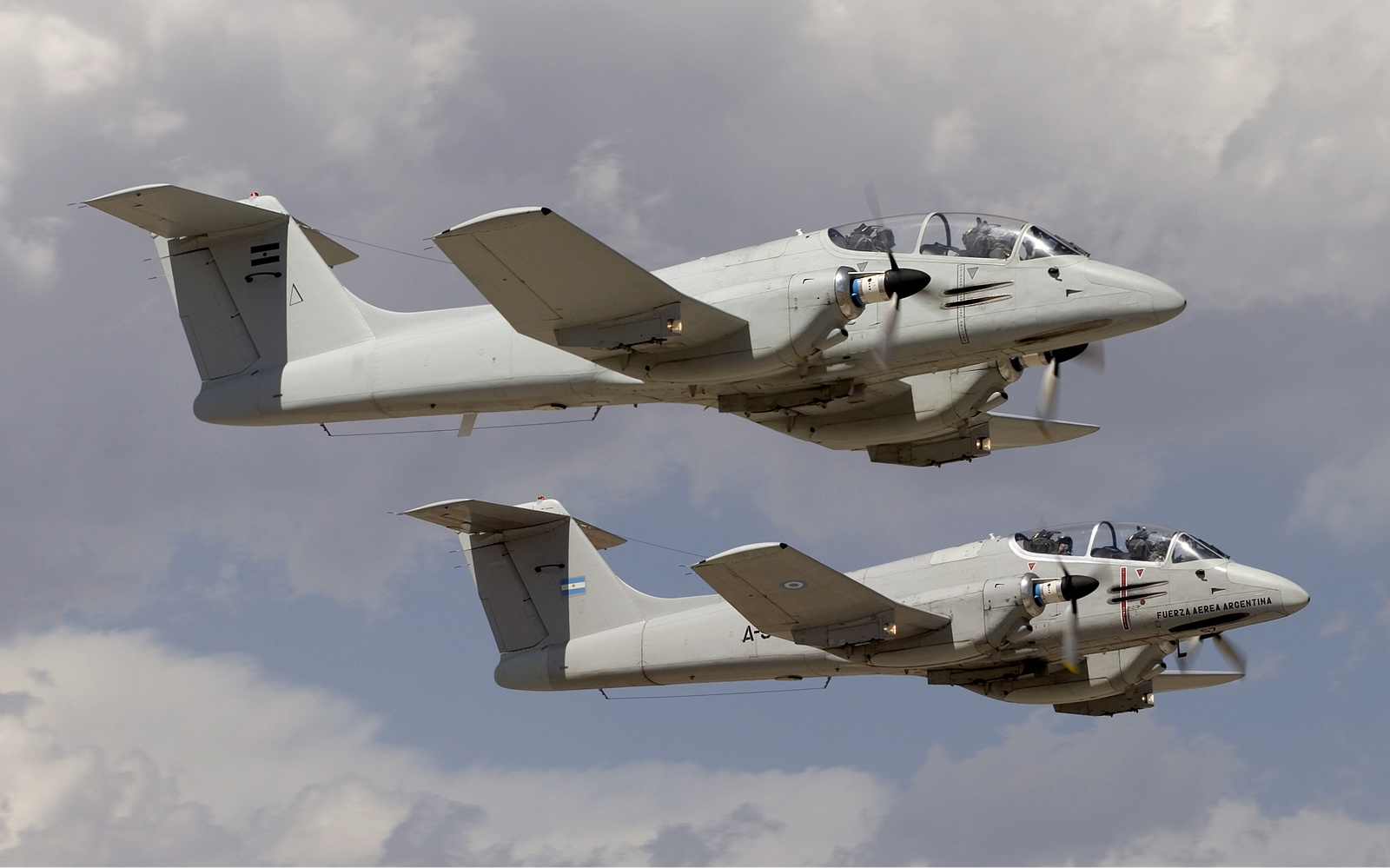
IA-58 プカラ

- IA-58A プカラ（1981年 - 2019年）
- IA-58D プカラ（1981年 - 2019年）
- EMB-312 ツカノ（2019年 - 現在）[6]
- セスナ 182[6]